# MV Mannheimer Verkehr
Die MV Mannheimer Verkehr GmbH, bis 2. Januar 2018 MVV Verkehr GmbH, bis 21. April 2010 MVV Verkehr AG, bis Herbst 1998 Mannheimer Verkehrs-Aktiengesellschaft (MVG), ist ein Eisenbahninfrastruktur- (EIU) und früheres Bus-, Straßenbahn- und Eisenbahnverkehrsunternehmen (EVU). Sie betrieb die Straßenbahn Mannheim sowie die Stadtbuslinien in Mannheim bis zu deren Übergabe an die RNV. Die MVV Verkehr GmbH ist immer noch zuständiges EIU für die ehemaligen OEG-Strecken, die Betriebsführung erfolgt jedoch durch die RNV.

## Geschichte
Das Unternehmen entstand aus dem städtischen Straßenbahnamt.
Im Jahr 1974 wurde die MVG in die Mannheimer Versorgungs- und Verkehrsgesellschaft mit beschränkter Haftung (MVV) (heute MKB Mannheimer Kommunalbeteiligungen) eingebracht.
1993 beginnt die MVG mit der „B-Linie“ über Lindenhof nach Neckarau-West als Teil des Konzepts „MVG 2000“ ihre größte Neubaumaßnahme seit dem Zweiten Weltkrieg.
Zum 1. Oktober 2004 gründete die MVV Verkehr AG zusammen mit der MVV OEG AG, HSB, RHB, VBL und der Zentralwerkstatt Mannheim das gemeinsame Tochterunternehmen Rhein-Neckar-Verkehr GmbH (RNV). Der Fuhrpark wurde in die RNV eingebracht, die vorhandenen Mitarbeiter im Wege der Arbeitnehmerüberlassung zur Verfügung gestellt.
Die MVV OEG AG wurde am 16. März 2010 in die MVV Verkehr AG verschmolzen. Zum 21. April 2010 wurde diese zur MVV Verkehr GmbH umgewandelt und verlegte ihren Sitz aus der Augustaanlage in die Möhlstraße.
Am 2. Januar 2018 wurde das Unternehmen in MV Mannheimer Verkehr GmbH umbenannt.